# Campeonato Mundial de Voleibol Femenino Sub-19 de 2025
El Campeonato Mundial de Voleibol Femenino Sub-19 de 2025 fue la XIX edición del torneo mundial de selecciones nacionales femeninas categoría sub-19 de la Federación Internacional de Voleibol (FIVB). Se desarrolló en Serbia y Croacia, en las ciudades de Trstenik, Vrnjačka Banja y Osijek, del 2 al 13 de julio de 2025.
El campeón fue el seleccionado búlgaro, tras derrotar en la final a su par de Estados Unidos, defensor del título en la categoría. Se trató de la primera medalla dorada para un equipo femenino búlgaro en cualquier categoría de voleibol.

## Países anfitriones y ciudades sede
En septiembre de 2024 la FIVB anunció que el campeonato tendría lugar en Serbia y Croacia entre el 7 y el 20 de julio de 2025, y confirmó que la cantidad de equipos participantes sería elevada a 24 (cambio que ya había tenido efecto en la edición anterior del certamen). En octubre se modificaron las fechas a pedido de los anfitriones, pasando a desarrollarse la fase preliminar entre el 3 y el 8 y los playoffs entre el 9 y el 13 de julio. Asimismo, se anunció que las ciudades sede serían Osijek (en Croacia) y Belgrado (en Serbia), y que los partidos por las medallas se disputarían en la sede croata. Más tarde, y a pedido de la federación serbia, se dictaminó el cambio de ciudad sede de Belgrado a Trstenik y Vrnjačka Banja.

## Calificación
El torneo contó con la participación de 24 equipos, los cuales (con excepción de los anfitriones y el campeón anterior) provendrían de torneos eliminatorios continentales y una plaza extra para el equipo mejor ubicado en el ranking de la categoría que no hubiese llegado a clasificar. 
Originalmente la federación africana contaba con tres plazas calificatorias, pero debido a que las eliminatorias del continente contaron con solo dos equipos (menos que los cuatro requeridos), la FIVB aprobó una excepción para permitir solo una plaza calificatoria a Africa (en pos de mantener el principio de universalidad), y otorgar las dos restantes mediante el ranking de la categoría. Los lugares fueron otorgados a los equipos mejor ubicados sin clasificar, en este caso Egipto (nº. 11) y Chile (nº.20).

## Países participantes
| Confederación                                    | Torneo calificatorio                                                                | Equipo clasificado   | Participaciones | Participaciones | Participaciones | Mejor performance                |
| Confederación                                    | Torneo calificatorio                                                                | Equipo clasificado   | Total           | Primera         | Última          | Mejor performance                |
| ------------------------------------------------ | ----------------------------------------------------------------------------------- | -------------------- | --------------- | --------------- | --------------- | -------------------------------- |
| AVC (Asia y Oceanía)                             | Campeonato asiático U18 de 2024 ( Nakhon Pathom y Ratchaburi, 16 al 23 de junio)    | Japón                | 16              | 1989            | 2023            | Campeón (1995, 1999)             |
| AVC (Asia y Oceanía)                             | Campeonato asiático U18 de 2024 ( Nakhon Pathom y Ratchaburi, 16 al 23 de junio)    | China                | 14              | 1995            | 2023            | Campeón (2001, 2003, 2007, 2013) |
| AVC (Asia y Oceanía)                             | Campeonato asiático U18 de 2024 ( Nakhon Pathom y Ratchaburi, 16 al 23 de junio)    | China Taipéi         | 7               | 1999            | 2015            | Séptimo (2001)                   |
| AVC (Asia y Oceanía)                             | Campeonato asiático U18 de 2024 ( Nakhon Pathom y Ratchaburi, 16 al 23 de junio)    | Tailandia            | 11              | 1997            | 2023            | Quinto (1997)                    |
| CAVB (África)                                    | Campeonato africano U18 de 2024 ( Tunis, 5 al 8 de agosto)                          | Túnez                | 5               | 2005            | 2013            | Décimotercero (2005)             |
| CAVB (África)                                    | Ranking femenino U19 FIVB                                                           | Egipto               | 11              | 1993            | 2023            | Noveno (1993, 2005)              |
| CEV (Europa)                                     | Campeonato europeo U18 de 2024 ( Heraklion y Blaj, 1 al 13 de julio)                | Italia               | 16              | 1995            | 2023            | Campeón (2015, 2017)             |
| CEV (Europa)                                     | Campeonato europeo U18 de 2024 ( Heraklion y Blaj, 1 al 13 de julio)                | Bélgica              | 4               | 2007            | 2015            | Tercer lugar (2009)              |
| CEV (Europa)                                     | Campeonato europeo U18 de 2024 ( Heraklion y Blaj, 1 al 13 de julio)                | Alemania             | 6               | 2007            | 2023            | Quinto (2011)                    |
| CEV (Europa)                                     | Campeonato europeo U18 de 2024 ( Heraklion y Blaj, 1 al 13 de julio)                | España               | 2               | 2001            | 2001            | Noveno (2001)                    |
| CEV (Europa)                                     | Campeonato europeo U18 de 2024 ( Heraklion y Blaj, 1 al 13 de julio)                | Polonia              | 12              | 1991            | 2023            | Tercer lugar (2001)              |
| CEV (Europa)                                     | Campeonato europeo U18 de 2024 ( Heraklion y Blaj, 1 al 13 de julio)                | Bulgaria             | 6               | 1989            | 2023            | Quinto (1989)                    |
| CEV (Europa)                                     | Países anfitriones                                                                  | Croacia              | 6               | 1999            | 2023            | Quinto (2003, 2023)              |
| CEV (Europa)                                     | Países anfitriones                                                                  | Serbia               | 10              | 2003            | 2023            | Subcampeón (2009)                |
| CEV (Europa)                                     | Ranking femenino U19 FIVB                                                           | Turquía              | 12              | 1993            | 2023            | Campeón (2011)                   |
| CSV (Sudamérica)                                 | Campeonato Sudamericano Sub-19 de 2024 ( Araguari, 28 de agosto al 1 de septiembre) | Argentina            | 14              | 1989            | 2023            | Séptimo lugar (1991, 2017)       |
| CSV (Sudamérica)                                 | Campeonato Sudamericano Sub-19 de 2024 ( Araguari, 28 de agosto al 1 de septiembre) | Brasil               | 19 (todas)      | 1989            | 2023            | Campeón (1997, 2005, 2009)       |
| CSV (Sudamérica)                                 | Campeonato Sudamericano Sub-19 de 2024 ( Araguari, 28 de agosto al 1 de septiembre) | Perú                 | 11              | 1989            | 2023            | Cuarto lugar (1993, 2013)        |
| CSV (Sudamérica)                                 | Ranking femenino U19 FIVB                                                           | Chile                | 2               | 2023            | 2023            | Vigésimo tercero (2023)          |
| NORCECA (América del Norte, Central y el Caribe) | Campeón defensor                                                                    | Estados Unidos       | 14              | 1989            | (2023           | Campeón (2019, (2023)            |
| NORCECA (América del Norte, Central y el Caribe) | Campeonato NORCECA U19 de 2024 ( Tegucigalpa, 14 al 19 de julio)                    | Canadá               | 5               | 1989            | 2023            | Décimo primero (1989)            |
| NORCECA (América del Norte, Central y el Caribe) | Campeonato NORCECA U19 de 2024 ( Tegucigalpa, 14 al 19 de julio)                    | República Dominicana | 10              | 1997            | 2023            | Subcampeón (2017)                |
| NORCECA (América del Norte, Central y el Caribe) | Campeonato NORCECA U19 de 2024 ( Tegucigalpa, 14 al 19 de julio)                    | Puerto Rico          | 9               | 1991            | 2023            | Décimo (1991)                    |
| NORCECA (América del Norte, Central y el Caribe) | Campeonato NORCECA U19 de 2024 ( Tegucigalpa, 14 al 19 de julio)                    | México               | 12              | 1993            | 2023            | Noveno (1993, 2009)              |

## Modo de disputa
Los 24 equipos fueron distribuidos en cuatro grupos de seis selecciones cada uno. Los cuatro primeros de cada grupo avanzaron a los octavos de final, mientras que los eliminados continuaron compitiendo para definir el resto de las posiciones. Para definir el orden de clasificación en cada grupo de la fase preliminar se tomó el siguiente criterio:
- Número total de victorias

- Puntos de partido:
  - Partidos ganados 3-0 o 3-1 otorgaron tres puntos al ganador y cero al perdedor
  - Partidos ganados 3-2 otorgaron dos puntos al ganador y uno al perdedor
  - Partidos anulados o cancelados, tres puntos al ganador y cero al perdedor, con un marcador de 0-25, 0-25 y 0-25
- Relación sets ganados/perdidos (ratio)
- Relación puntos ganados/perdidos (ratio)

Si el empate continúa entre dos equipos, se tomó en cuenta el resultado entre los equipos empatados. Si el empate continúa entre tres o más equipos, se confeccionaría una nueva tabla clasificatoria teniendo en cuenta solo los partidos entre los equipos en cuestión.

## Grupos
| Grupo A                                         | Grupo B                                                               | Grupo C                                             | Grupo D                                |
| ----------------------------------------------- | --------------------------------------------------------------------- | --------------------------------------------------- | -------------------------------------- |
| Croacia Alemania México Tailandia Egipto Canadá | Serbia Brasil Argentina República Dominicana China Taipéi Puerto Rico | Estados Unidos Polonia Bulgaria Turquía España Perú | Italia Japón China Bélgica Chile Túnez |

## Resultados

### Fase preliminar

#### Grupo A
Sede: Pabellón Gradski vrt, cancha central
| Pos | Equipo      | PJ | PG | PP | Pts | SG | SP | SR    | PtsG | PtsP | PtsR  | Calificación                   |
| --- | ----------- | -- | -- | -- | --- | -- | -- | ----- | ---- | ---- | ----- | ------------------------------ |
| 1   | Croacia (A) | 5  | 5  | 0  | 13  | 15 | 6  | 2.500 | 499  | 436  | 1.144 | Octavos de final               |
| 2   | Alemania    | 5  | 4  | 1  | 13  | 14 | 7  | 2.000 | 487  | 413  | 1.179 | Octavos de final               |
| 3   | México      | 5  | 3  | 2  | 9   | 11 | 6  | 1.833 | 382  | 368  | 1.038 | Octavos de final               |
| 4   | Tailandia   | 5  | 1  | 4  | 4   | 7  | 13 | 0.538 | 404  | 453  | 0.892 | Octavos de final               |
| 5   | Canadá      | 5  | 1  | 4  | 3   | 6  | 13 | 0.462 | 410  | 467  | 0.878 | Playoffs del 17º al 24º puesto |
| 6   | Egipto      | 5  | 1  | 4  | 3   | 5  | 13 | 0.385 | 379  | 424  | 0.894 | Playoffs del 17º al 24º puesto |

Fuente: FIVB 

(A) País anfitrión
Todos los horarios son locales, CEST (UTC+2), tal como los lista la FIVB.

| Fecha | Hora  |           | Resultado |           | Set 1 | Set 2 | Set 3 | Set 4 | Set 5 | Total   | Espect. | Reporte    |
| ----- | ----- | --------- | --------- | --------- | ----- | ----- | ----- | ----- | ----- | ------- | ------- | ---------- |
| 2 Jul | 15:15 | Egipto    | 1–3       | Canadá    | 23–25 | 25–14 | 21–25 | 18–25 |       | 87–89   | 500     | P2 Reporte |
| 2 Jul | 18:15 | Croacia   | 3–2       | Alemania  | 20–25 | 25–23 | 25–17 | 22–25 | 15–10 | 107–100 | 600     | P2 Reporte |
| 2 Jul | 21:15 | Tailandia | 0–3       | México    | 20–25 | 14–25 | 20–25 |       |       | 54–75   | 20      | P2 Reporte |
| 3 Jul | 15:15 | Egipto    | 1–3       | Alemania  | 25–22 | 20–25 | 16–25 | 21–25 |       | 82–97   | 40      | P2 Reporte |
| 3 Jul | 18:15 | Croacia   | 3–1       | México    | 25–17 | 23–25 | 25–22 | 25–19 |       | 98–83   | 200     | P2 Reporte |
| 3 Jul | 21:15 | Tailandia | 3–1       | Canadá    | 22–25 | 25–12 | 25–17 | 25–22 |       | 97–76   | 100     | P2 Reporte |
| 4 Jul | 15:15 | México    | 1–3       | Alemania  | 25–23 | 20–25 | 16–25 | 12–25 |       | 73–98   | 60      | P2 Reporte |
| 4 Jul | 18:15 | Croacia   | 3–1       | Canadá    | 25–19 | 30–28 | 25–27 | 35–33 |       | 115–107 | 500     | P2 Reporte |
| 4 Jul | 21:15 | Tailandia | 1–3       | Egipto    | 21–25 | 18–25 | 26–24 | 22–25 |       | 87–99   | 50      | P2 Reporte |
| 6 Jul | 15:15 | Canadá    | 0–3       | México    | 19–25 | 22–25 | 18–25 |       |       | 59–75   | 60      | P2 Reporte |
| 6 Jul | 18:15 | Croacia   | 3–0       | Egipto    | 25–16 | 25–21 | 25–15 |       |       | 75–52   | 500     | P2 Reporte |
| 6 Jul | 21:15 | Tailandia | 1–3       | Alemania  | 15–25 | 26–24 | 17–25 | 14–25 |       | 72–99   | 92      | P2 Reporte |
| 7 Jul | 15:15 | Egipto    | 0–3       | México    | 12–25 | 23–25 | 24–26 |       |       | 59–76   | 20      | P2 Reporte |
| 7 Jul | 18:15 | Croacia   | 3–2       | Tailandia | 19–25 | 25–17 | 25–19 | 20–25 | 15–8  | 104–94  | 300     | P2 Reporte |
| 7 Jul | 21:15 | Canadá    | 1–3       | Alemania  | 25–18 | 16–25 | 15–25 | 23–25 |       | 79–93   | 50      | P2 Reporte |

#### Grupo B
Sede: Pabellón "Vlade Divac", Vrnjačka Banja (Serbia).
| Pos | Equipo               | PJ | PG | PP | Pts | SG | SP | SR    | PtsG | PtsP | PtsR  | Calificación                   |
| --- | -------------------- | -- | -- | -- | --- | -- | -- | ----- | ---- | ---- | ----- | ------------------------------ |
| 1   | Brasil               | 5  | 5  | 0  | 14  | 15 | 3  | 5.000 | 427  | 340  | 1.256 | Octavos de final               |
| 2   | China Taipéi         | 5  | 4  | 1  | 11  | 14 | 8  | 1.750 | 498  | 459  | 1.085 | Octavos de final               |
| 3   | Serbia (A)           | 5  | 3  | 2  | 9   | 12 | 9  | 1.333 | 464  | 439  | 1.057 | Octavos de final               |
| 4   | Argentina            | 5  | 2  | 3  | 4   | 7  | 13 | 0.538 | 405  | 440  | 0.920 | Octavos de final               |
| 5   | Puerto Rico          | 5  | 1  | 4  | 6   | 9  | 12 | 0.750 | 420  | 445  | 0.944 | Playoffs del 17º al 24º puesto |
| 6   | República Dominicana | 5  | 0  | 5  | 1   | 3  | 15 | 0.200 | 340  | 431  | 0.789 | Playoffs del 17º al 24º puesto |

Fuente: FIVB 

(A) País anfitrión

| Fecha | Hora  |                      | Resultado |                      | Set 1 | Set 2 | Set 3 | Set 4 | Set 5 | Total   | Espect. | Reporte    |
| ----- | ----- | -------------------- | --------- | -------------------- | ----- | ----- | ----- | ----- | ----- | ------- | ------- | ---------- |
| 2 Jul | 15:15 | Argentina            | 3–2       | Puerto Rico          | 21–25 | 25–11 | 25–18 | 17–25 | 15–10 | 103–89  | 50      | P2 Reporte |
| 2 Jul | 18:15 | Serbia               | 2–3       | China Taipéi         | 19–25 | 25–21 | 26–28 | 25–21 | 13–15 | 108–110 | 150     | P2 Reporte |
| 2 Jul | 21:15 | Brasil               | 3–0       | República Dominicana | 25–14 | 25–13 | 25–20 |       |       | 75–47   | 49      | P2 Reporte |
| 3 Jul | 15:15 | Argentina            | 0–3       | China Taipéi         | 19–25 | 19–25 | 20–25 |       |       | 58–75   | 20      | P2 Reporte |
| 3 Jul | 18:15 | Serbia               | 3–0       | República Dominicana | 25–13 | 25–17 | 25–20 |       |       | 75–50   | 50      | P2 Reporte |
| 3 Jul | 21:15 | Brasil               | 3–0       | Puerto Rico          | 25–16 | 25–17 | 25–20 |       |       | 75–53   | 30      | P2 Reporte |
| 4 Jul | 15:15 | República Dominicana | 1–3       | China Taipéi         | 19–25 | 23–25 | 25–23 | 17–25 |       | 84–98   | 20      | P2 Reporte |
| 4 Jul | 18:15 | Serbia               | 3–2       | Puerto Rico          | 19–25 | 26–24 | 19–25 | 25–10 | 18–16 | 107–100 | 260     | P2 Reporte |
| 4 Jul | 21:15 | Brasil               | 3–0       | Argentina            | 25–22 | 25–8  | 25–23 |       |       | 75–53   | 59      | P2 Reporte |
| 6 Jul | 15:15 | Puerto Rico          | 3–0       | República Dominicana | 25–22 | 25–12 | 25–19 |       |       | 75–53   | 25      | P2 Reporte |
| 6 Jul | 18:15 | Serbia               | 3–1       | Argentina            | 25–16 | 25–23 | 20–25 | 25–19 |       | 95–83   | 180     | P2 Reporte |
| 6 Jul | 21:15 | Brasil               | 3–2       | China Taipéi         | 25–21 | 20–25 | 25–23 | 20–25 | 16–14 | 106–108 | 20      | P2 Reporte |
| 7 Jul | 15:15 | Argentina            | 3–2       | República Dominicana | 25–21 | 21–25 | 22–25 | 25–23 | 15–12 | 108–106 | 25      | P2 Reporte |
| 7 Jul | 18:15 | Serbia               | 1–3       | Brasil               | 25–21 | 21–25 | 12–25 | 21–25 |       | 79–96   | 165     | P2 Reporte |
| 7 Jul | 21:15 | Puerto Rico          | 2–3       | China Taipéi         | 22–25 | 19–25 | 25–22 | 25–20 | 12–15 | 103–107 | 46      | P2 Reporte |

#### Grupo C
Sede: Pabellón Gradski vrt, cancha auxiliar.
| Pos | Equipo         | PJ | PG | PP | Pts | SG | SP | SR    | PtsG | PtsP | PtsR  | Calificación                   |
| --- | -------------- | -- | -- | -- | --- | -- | -- | ----- | ---- | ---- | ----- | ------------------------------ |
| 1   | Polonia        | 5  | 5  | 0  | 13  | 15 | 5  | 3.000 | 470  | 398  | 1.181 | Octavos de final               |
| 2   | Bulgaria       | 5  | 4  | 1  | 10  | 13 | 7  | 1.857 | 430  | 413  | 1.041 | Octavos de final               |
| 3   | Estados Unidos | 5  | 3  | 2  | 11  | 13 | 8  | 1.625 | 468  | 430  | 1.088 | Octavos de final               |
| 4   | Turquía        | 5  | 2  | 3  | 7   | 9  | 10 | 0.900 | 420  | 389  | 1.080 | Octavos de final               |
| 5   | España         | 5  | 1  | 4  | 4   | 7  | 13 | 0.538 | 400  | 444  | 0.901 | Playoffs del 17º al 24º puesto |
| 6   | Perú           | 5  | 0  | 5  | 0   | 1  | 15 | 0.067 | 280  | 394  | 0.711 | Playoffs del 17º al 24º puesto |

Fuente: FIVB
| Fecha | Hora  |                | Resultado |          | Set 1 | Set 2 | Set 3 | Set 4 | Set 5 | Total   | Espect. | Reporte    |
| ----- | ----- | -------------- | --------- | -------- | ----- | ----- | ----- | ----- | ----- | ------- | ------- | ---------- |
| 2 Jul | 15:15 | Bulgaria       | 1–3       | Polonia  | 22–25 | 18–25 | 25–22 | 20–25 |       | 85–97   | 150     | P2 Reporte |
| 2 Jul | 18:15 | Turquía        | 3–0       | Perú     | 25–14 | 25–18 | 25–15 |       |       | 75–47   | S/D     | P2 Reporte |
| 2 Jul | 21:15 | Estados Unidos | 3–1       | España   | 22–25 | 25–16 | 25–12 | 25–23 |       | 97–76   | S/D     | P2 Reporte |
| 3 Jul | 15:15 | Turquía        | 0–3       | Polonia  | 24–26 | 18–25 | 18–25 |       |       | 60–76   | 200     | P2 Reporte |
| 3 Jul | 18:15 | Bulgaria       | 3–0       | España   | 25–19 | 25–22 | 25–21 |       |       | 75–62   | S/D     | P2 Reporte |
| 3 Jul | 21:15 | Estados Unidos | 3–0       | Perú     | 25–19 | 25–18 | 25–18 |       |       | 75–55   | S/D     | P2 Reporte |
| 4 Jul | 15:15 | Turquía        | 2–3       | Bulgaria | 20–25 | 25–17 | 20–25 | 25–17 | 11–15 | 101–99  | 125     | P2 Reporte |
| 4 Jul | 18:15 | Perú           | 1–3       | España   | 18–25 | 17–25 | 25–19 | 9–25  |       | 69–94   | 89      | P2 Reporte |
| 4 Jul | 21:15 | Estados Unidos | 2–3       | Polonia  | 23–25 | 25–23 | 17–25 | 27–25 | 14–16 | 106–114 | 170     | P2 Reporte |
| 6 Jul | 15:15 | Polonia        | 3–0       | Perú     | 25–16 | 25–20 | 25–15 |       |       | 75–51   | 40      | P2 Reporte |
| 6 Jul | 18:15 | Turquía        | 3–1       | España   | 20–25 | 25–17 | 25–16 | 25–14 |       | 95–72   | 80      | P2 Reporte |
| 6 Jul | 21:15 | Estados Unidos | 2–3       | Bulgaria | 15–25 | 25–16 | 25–27 | 25–13 | 5–15  | 95–96   | 120     | P2 Reporte |
| 7 Jul | 15:15 | Polonia        | 3–2       | España   | 20–25 | 25–15 | 25–23 | 23–25 | 15–8  | 108–96  | 80      | P2 Reporte |
| 7 Jul | 18:15 | Bulgaria       | 3–0       | Perú     | 25–17 | 25–18 | 25–23 |       |       | 75–58   | 30      | P2 Reporte |
| 7 Jul | 21:15 | Estados Unidos | 3–1       | Turquía  | 25–19 | 20–25 | 25–22 | 25–23 |       | 95–89   | 150     | P2 Reporte |

#### Grupo D
Sede: Pabellón "Trstenik", Serbia. 
| Pos | Equipo  | PJ | PG | PP | Pts | SG | SP | SR    | PtsG | PtsP | PtsR  | Calificación                   |
| --- | ------- | -- | -- | -- | --- | -- | -- | ----- | ---- | ---- | ----- | ------------------------------ |
| 1   | Italia  | 5  | 5  | 0  | 15  | 15 | 3  | 5.000 | 426  | 354  | 1.203 | Octavos de final               |
| 2   | China   | 5  | 4  | 1  | 11  | 13 | 5  | 2.600 | 418  | 353  | 1.184 | Octavos de final               |
| 3   | Japón   | 5  | 3  | 2  | 10  | 12 | 6  | 2.000 | 408  | 337  | 1.211 | Octavos de final               |
| 4   | Bélgica | 5  | 2  | 3  | 6   | 7  | 9  | 0.778 | 331  | 362  | 0.914 | Octavos de final               |
| 5   | Chile   | 5  | 1  | 4  | 2   | 3  | 14 | 0.214 | 286  | 405  | 0.706 | Playoffs del 17º al 24º puesto |
| 6   | Túnez   | 5  | 0  | 5  | 1   | 2  | 15 | 0.133 | 347  | 405  | 0.857 | Playoffs del 17º al 24º puesto |

Fuente: FIVB
| Fecha | Hora  |         | Resultado |         | Set 1 | Set 2 | Set 3 | Set 4 | Set 5 | Total   | Espect. | Reporte    |
| ----- | ----- | ------- | --------- | ------- | ----- | ----- | ----- | ----- | ----- | ------- | ------- | ---------- |
| 2 Jul | 15:15 | Japón   | 3–0       | Bélgica | 25–15 | 25–16 | 25–14 |       |       | 75–45   | 50      | P2 Reporte |
| 2 Jul | 18:15 | China   | 3–0       | Túnez   | 25–21 | 25–18 | 25–15 |       |       | 75–54   | 75      | P2 Reporte |
| 2 Jul | 21:15 | Italia  | 3–0       | Chile   | 25–9  | 25–17 | 25–11 |       |       | 75–37   | 200     | P2 Reporte |
| 3 Jul | 15:15 | Japón   | 3–0       | Túnez   | 28–26 | 25–19 | 25–18 |       |       | 78–63   | 50      | P2 Reporte |
| 3 Jul | 18:15 | China   | 3–0       | Chile   | 25–17 | 25–19 | 25–15 |       |       | 75–51   | 75      | P2 Reporte |
| 3 Jul | 21:15 | Italia  | 3–1       | Bélgica | 17–25 | 25–12 | 25–21 | 25–14 |       | 92–72   | 235     | P2 Reporte |
| 4 Jul | 15:15 | Japón   | 2–3       | China   | 25–13 | 14–25 | 17–25 | 25–20 | 10–15 | 91–98   | 50      | P2 Reporte |
| 4 Jul | 18:15 | Bélgica | 3–0       | Chile   | 25–22 | 25–18 | 25–16 |       |       | 75–56   | 170     | P2 Reporte |
| 4 Jul | 21:15 | Italia  | 3–0       | Túnez   | 25–23 | 25–22 | 25–18 |       |       | 75–63   | 180     | P2 Reporte |
| 6 Jul | 15:15 | Túnez   | 0–3       | Bélgica | 20–25 | 22–25 | 20–25 |       |       | 62–75   | 54      | P2 Reporte |
| 6 Jul | 18:15 | Japón   | 3–0       | Chile   | 25–16 | 25–14 | 25–10 |       |       | 75–40   | 138     | P2 Reporte |
| 6 Jul | 21:15 | Italia  | 3–1       | China   | 13–25 | 28–26 | 27–25 | 25–17 |       | 93–93   | 285     | P2 Reporte |
| 7 Jul | 15:15 | Túnez   | 2–3       | Chile   | 25–18 | 19–25 | 22–25 | 25–18 | 14–16 | 105–102 | 30      | P2 Reporte |
| 7 Jul | 18:15 | China   | 3–0       | Bélgica | 25–18 | 27–25 | 25–21 |       |       | 77–64   | 80      | P2 Reporte |
| 7 Jul | 21:15 | Italia  | 3–1       | Japón   | 25–21 | 16–25 | 25–22 | 25–21 |       | 91–89   | 285     | P2 Reporte |

### Playoffs del 17º al 24º puesto
|  | Cuartos de final (17.° al 24.°) | Cuartos de final (17.° al 24.°) | Cuartos de final (17.° al 24.°) |             |        | Semifinales (17.° al 20.°) | Semifinales (17.° al 20.°) | Semifinales (17.° al 20.°) |  |        | Final (17.° puesto) | Final (17.° puesto) | Final (17.° puesto) |  |
|  |                                 |                                 |                                 |             |        |                            |                            |                            |  |        |                     |                     |                     |  |
|  |                                 |                                 |                                 |             |        |                            |                            |                            |  |        |                     |                     |                     |  |
|  | 5A                              | Canadá                          | 3                               |             |        |                            |                            |                            |  |        |                     |                     |                     |  |
|  | 5A                              | Canadá                          | 3                               |             |        |                            |                            |                            |  |        |                     |                     |                     |  |
|  | 6C                              | Perú                            | 2                               |             |        |                            |                            |                            |  |        |                     |                     |                     |  |
|  | 6C                              | Perú                            | 2                               |             | Canadá | Canadá                     | 3                          |                            |  |        |                     |                     |                     |  |
|  |                                 |                                 |                                 |             | Canadá | Canadá                     | 3                          |                            |  |        |                     |                     |                     |  |
|  |                                 |                                 | Puerto Rico                     | Puerto Rico | 1      |                            |                            |                            |  |        |                     |                     |                     |  |
|  | 5B                              | Puerto Rico                     | Puerto Rico                     | Puerto Rico | 1      | 3                          |                            |                            |  |        |                     |                     |                     |  |
|  | 5B                              | Puerto Rico                     |                                 |             |        |                            |                            |                            |  |        |                     |                     |                     |  |
|  | 6D                              | Túnez                           | 1                               |             |        |                            |                            |                            |  |        |                     |                     |                     |  |
|  | 6D                              | Túnez                           | 1                               |             |        |                            |                            |                            |  | Canadá | Canadá              | 2                   |                     |  |
|  |                                 |                                 |                                 |             |        |                            |                            |                            |  | Canadá | Canadá              | 2                   |                     |  |
|  |                                 |                                 | España                          | España      | 3      |                            |                            |                            |  |        |                     |                     |                     |  |
|  | 5C                              | España                          | España                          | España      | 3      | 3                          |                            |                            |  |        |                     |                     |                     |  |
|  | 5C                              | España                          |                                 |             |        |                            |                            |                            |  |        |                     |                     |                     |  |
|  | 6A                              | Egipto                          | 1                               |             |        |                            |                            |                            |  |        |                     |                     |                     |  |
|  | 6A                              | Egipto                          | 1                               |             | España | España                     | 3                          |                            |  |        |                     |                     |                     |  |
|  |                                 |                                 |                                 |             | España | España                     | 3                          |                            |  |        |                     |                     |                     |  |
|  |                                 |                                 | Chile                           | Chile       | 0      |                            |                            |                            |  |        |                     |                     |                     |  |
|  | 5D                              | Chile                           | Chile                           | Chile       | 0      | 3                          |                            |                            |  |        |                     |                     |                     |  |
|  | 5D                              | Chile                           |                                 |             |        |                            |                            |                            |  |        |                     |                     |                     |  |
|  | 6B                              | República Dominicana            | 2                               |             |        |                            |                            |                            |  |        |                     |                     |                     |  |
|  | 6B                              | República Dominicana            | 2                               |             |        |                            |                            |                            |  |        |                     |                     |                     |  |
|  |                                 |                                 |                                 |             |        |                            |                            |                            |  |        |                     |                     |                     |  |

#### Cuartos de final del 17.º al 24.º puesto
| 8 de julio 15:15 | Canadá | 3 : 2                                         | Perú | Pabellón Gradski vrt, Osijek, Croacia |  |
|                  |        | ( 21–25, 20–25, 25–17, 25–21, 15–12 ) Reporte |      |                                       |  |

| 8 de julio 15:15 | Puerto Rico | 3 : 1                                  | Túnez | Pabellón "Trstenik", Trstenik, Serbia |  |
|                  |             | ( 25–18, 22–25, 25–17, 25–21 ) Reporte |       |                                       |  |

| 8 de julio 18:15 | España | 3 : 0                           | Egipto | Pabellón Gradski vrt, Osijek, Croacia |  |
|                  |        | ( 25–23, 25–19, 25–21 ) Reporte |        |                                       |  |

| 8 de julio 18:15 | Chile | 3 : 2                                         | República Dominicana | Pabellón "Trstenik", Trstenik, Serbia |  |
|                  |       | ( 25–17, 26–24, 17–25, 23–25, 15–10 ) Reporte |                      |                                       |  |

#### Semifinales del 21.° al 24.° puesto
| 11 de julio 15:15 | Perú | 3 : 1                                  | Túnez | Pabellón "Trstenik", Trstenik, Serbia |  |
|                   |      | ( 25–13, 25–23, 18–25, 25–23 ) Reporte |       |                                       |  |

| 11 de julio 18:15 | Egipto | 3 : 1                                  | República Dominicana | Pabellón "Trstenik", Trstenik, Serbia |  |
|                   |        | ( 20–25, 25–10, 25–23, 25–15 ) Reporte |                      |                                       |  |

#### Semifinales del 17.° al 20.° puesto
| 11 de julio 15:15 | Canadá | 3 : 1                                  | Puerto Rico | Pabellón Gradski vrt, Osijek, Croacia |  |
|                   |        | ( 25–21, 15–25, 25–23, 25–14 ) Reporte |             |                                       |  |

| 11 de julio 18:15 | España | 3 : 0                           | Chile | Pabellón Gradski vrt, Osijek, Croacia |  |
|                   |        | ( 25–17, 25–10, 25–20 ) Reporte |       |                                       |  |

#### Partido por el 23.° puesto
| 12 de julio 15:15 | Túnez | 1 : 3                                  | República Dominicana | Pabellón "Trstenik", Trstenik, Serbia |  |
|                   |       | ( 23–25, 25–12, 23–25, 20–25 ) Reporte |                      |                                       |  |

#### Partido por el 21.° puesto
| 12 de julio 18:15 | Perú | 3 : 1                                  | Egipto | Pabellón "Trstenik", Trstenik, Serbia |  |
|                   |      | ( 28–26, 25–12, 24–26, 26–24 ) Reporte |        |                                       |  |

#### Partido por el 19.° puesto
| 12 de julio 15:15 | Puerto Rico | 1 : 3                                  | Chile | Pabellón Gradski vrt, Osijek, Croacia |  |
|                   |             | ( 12–25, 25–19, 20–25, 25–27 ) Reporte |       |                                       |  |

#### Partido por el 17.° puesto
| 12 de julio 18:15 | Canadá | 2 : 3                                        | España | Pabellón Gradski vrt, Osijek, Croacia |  |
|                   |        | ( 25–17, 17–25, 25–10, 23–25, 9–15 ) Reporte |        |                                       |  |

### Playoffs
|  | Octavos de final | Octavos de final | Octavos de final |                |                | Cuartos de final | Cuartos de final | Cuartos de final |  |         | Semifinales | Semifinales | Semifinales |         |                        | Final                  | Final                  | Final |  |
|  |                  |                  |                  |                |                |                  |                  |                  |  |         |             |             |             |         |                        |                        |                        |       |  |
|  |                  |                  |                  |                |                |                  |                  |                  |  |         |             |             |             |         |                        |                        |                        |       |  |
|  | China            | China            | 3                |                |                |                  |                  |                  |  |         |             |             |             |         |                        |                        |                        |       |  |
|  | China            | China            | 3                |                |                |                  |                  |                  |  |         |             |             |             |         |                        |                        |                        |       |  |
|  | Serbia           | Serbia           | 2                |                |                |                  |                  |                  |  |         |             |             |             |         |                        |                        |                        |       |  |
|  | Serbia           | Serbia           | 2                |                | China          | China            | 1                |                  |  |         |             |             |             |         |                        |                        |                        |       |  |
|  |                  |                  |                  |                | China          | China            | 1                |                  |  |         |             |             |             |         |                        |                        |                        |       |  |
|  |                  |                  | Turquía          | Turquía        | 3              |                  |                  |                  |  |         |             |             |             |         |                        |                        |                        |       |  |
|  | Croacia          | Croacia          | Turquía          | Turquía        | 3              | 1                |                  |                  |  |         |             |             |             |         |                        |                        |                        |       |  |
|  | Croacia          | Croacia          |                  |                |                |                  |                  |                  |  |         |             |             |             |         |                        |                        |                        |       |  |
|  | Turquía          | Turquía          | 3                |                |                |                  |                  |                  |  |         |             |             |             |         |                        |                        |                        |       |  |
|  | Turquía          | Turquía          | 3                |                |                |                  |                  |                  |  | Turquía | Turquía     | 2           |             |         |                        |                        |                        |       |  |
|  |                  |                  |                  |                |                |                  |                  |                  |  | Turquía | Turquía     | 2           |             |         |                        |                        |                        |       |  |
|  |                  |                  | Bulgaria         | Bulgaria       | 3              |                  |                  |                  |  |         |             |             |             |         |                        |                        |                        |       |  |
|  | Bulgaria         | Bulgaria         | Bulgaria         | Bulgaria       | 3              | 3                |                  |                  |  |         |             |             |             |         |                        |                        |                        |       |  |
|  | Bulgaria         | Bulgaria         |                  |                |                |                  |                  |                  |  |         |             |             |             |         |                        |                        |                        |       |  |
|  | México           | México           | 0                |                |                |                  |                  |                  |  |         |             |             |             |         |                        |                        |                        |       |  |
|  | México           | México           | 0                |                | Bulgaria       | Bulgaria         | 3                |                  |  |         |             |             |             |         |                        |                        |                        |       |  |
|  |                  |                  |                  |                | Bulgaria       | Bulgaria         | 3                |                  |  |         |             |             |             |         |                        |                        |                        |       |  |
|  |                  |                  | Brasil           | Brasil         | 1              |                  |                  |                  |  |         |             |             |             |         |                        |                        |                        |       |  |
|  | Brasil           | Brasil           | Brasil           | Brasil         | 1              | 3                |                  |                  |  |         |             |             |             |         |                        |                        |                        |       |  |
|  | Brasil           | Brasil           |                  |                |                |                  |                  |                  |  |         |             |             |             |         |                        |                        |                        |       |  |
|  | Bélgica          | Bélgica          | 0                |                |                |                  |                  |                  |  |         |             |             |             |         |                        |                        |                        |       |  |
|  | Bélgica          | Bélgica          | 0                |                |                |                  |                  |                  |  |         |             |             |             |         | Bulgaria               | Bulgaria               | 3                      |       |  |
|  |                  |                  |                  |                |                |                  |                  |                  |  |         |             |             |             |         | Bulgaria               | Bulgaria               | 3                      |       |  |
|  |                  |                  | Estados Unidos   | Estados Unidos | 1              |                  |                  |                  |  |         |             |             |             |         |                        |                        |                        |       |  |
|  | China Taipéi     | China Taipéi     | Estados Unidos   | Estados Unidos | 1              | 1                |                  |                  |  |         |             |             |             |         |                        |                        |                        |       |  |
|  | China Taipéi     | China Taipéi     |                  |                |                |                  |                  |                  |  |         |             |             |             |         |                        |                        |                        |       |  |
|  | Japón            | Japón            | 3                |                |                |                  |                  |                  |  |         |             |             |             |         |                        |                        |                        |       |  |
|  | Japón            | Japón            | 3                |                | Japón          | Japón            | 0                |                  |  |         |             |             |             |         |                        |                        |                        |       |  |
|  |                  |                  |                  |                | Japón          | Japón            | 0                |                  |  |         |             |             |             |         |                        |                        |                        |       |  |
|  |                  |                  | Polonia          | Polonia        | 3              |                  |                  |                  |  |         |             |             |             |         |                        |                        |                        |       |  |
|  | Polonia          | Polonia          | Polonia          | Polonia        | 3              | 3                |                  |                  |  |         |             |             |             |         |                        |                        |                        |       |  |
|  | Polonia          | Polonia          |                  |                |                |                  |                  |                  |  |         |             |             |             |         |                        |                        |                        |       |  |
|  | Tailandia        | Tailandia        | 0                |                |                |                  |                  |                  |  |         |             |             |             |         |                        |                        |                        |       |  |
|  | Tailandia        | Tailandia        | 0                |                |                |                  |                  |                  |  | Polonia | Polonia     | 0           |             |         |                        |                        |                        |       |  |
|  |                  |                  |                  |                |                |                  |                  |                  |  | Polonia | Polonia     | 0           |             |         |                        |                        |                        |       |  |
|  |                  |                  | Estados Unidos   | Estados Unidos | 3              |                  |                  |                  |  |         |             |             |             |         |                        |                        |                        |       |  |
|  | Alemania         | Alemania         | Estados Unidos   | Estados Unidos | 3              | 2                |                  |                  |  |         |             |             |             |         |                        |                        |                        |       |  |
|  | Alemania         | Alemania         |                  |                |                |                  |                  |                  |  |         |             |             |             |         |                        |                        |                        |       |  |
|  | Estados Unidos   | Estados Unidos   | 3                |                |                |                  |                  |                  |  |         |             |             |             |         |                        |                        |                        |       |  |
|  | Estados Unidos   | Estados Unidos   | 3                |                | Estados Unidos | Estados Unidos   | 3                |                  |  |         |             |             |             |         | Tercer y cuarto puesto | Tercer y cuarto puesto | Tercer y cuarto puesto |       |  |
|  |                  |                  |                  |                | Estados Unidos | Estados Unidos   | 3                |                  |  |         |             |             |             |         | Tercer y cuarto puesto | Tercer y cuarto puesto | Tercer y cuarto puesto |       |  |
|  |                  |                  | Italia           | Italia         | 2              |                  |                  |                  |  |         |             |             |             |         |                        |                        |                        |       |  |
|  | Italia           | Italia           | Italia           | Italia         | 2              | 3                |                  |                  |  |         |             |             |             | Turquía | Turquía                | 0                      |                        |       |  |
|  | Italia           | Italia           |                  |                |                |                  |                  |                  |  |         |             |             |             | Turquía | Turquía                | 0                      |                        |       |  |
|  | Argentina        | Argentina        | 1                |                |                |                  |                  |                  |  |         |             |             |             |         |                        | Polonia                | Polonia                | 3     |  |
|  | Argentina        | Argentina        | 1                |                |                |                  |                  |                  |  |         |             |             |             |         |                        | Polonia                | Polonia                | 3     |  |
|  |                  |                  |                  |                |                |                  |                  |                  |  |         |             |             |             |         |                        |                        |                        |       |  |

#### Octavos de final
Todos los horarios están expresados en hora local
| 8 de julio 15:15 | Bulgaria | 3–0                           | México | Pabellón Gradski vrt - Cancha principal, Osijek, Croacia |                             |
|                  |          | ( 25–22 25–16 25–16 ) Reporte |        | Asistencia: 40 espectadores                              | Asistencia: 40 espectadores |

| 8 de julio 15:15 | China Taipéi | 1–3                                 | Japón | Pabellón Vlade Divac, Vrnjačka Banja, Serbia |                             |
|                  |              | ( 25–20 16–25 22–25 18–25 ) Reporte |       | Asistencia: 15 espectadores                  | Asistencia: 15 espectadores |

| 8 de julio 18:15 | China | 3–2                                       | Serbia | Pabellón Vlade Divac, Vrnjačka Banja, Serbia |                             |
|                  |       | ( 25–19 24–26 24–26 25–15 16–14 ) Reporte |        | Asistencia: 80 espectadores                  | Asistencia: 80 espectadores |

| 8 de julio 18:15 | Croacia | 1–3                                 | Turquía | Pabellón Gradski vrt - Cancha principal, Osijek, Croacia |                              |
|                  |         | ( 12–25 26–24 13–25 12–25 ) Reporte |         | Asistencia: 400 espectadores                             | Asistencia: 400 espectadores |

| 8 de julio 21:15 | Brasil | 3–0                           | Bélgica | Pabellón Vlade Divac, Vrnjačka Banja, Serbia |                             |
|                  |        | ( 26–24 25–20 25–19 ) Reporte |         | Asistencia: 30 espectadores                  | Asistencia: 30 espectadores |

| 8 de julio 21:15 | Alemania | 2–3                                       | Estados Unidos | Pabellón Gradski vrt - Cancha principal, Osijek, Croacia |                              |
|                  |          | ( 18–25 28–26 25–17 15–25 13–15 ) Reporte |                | Asistencia: 102 espectadores                             | Asistencia: 102 espectadores |

| 8 de julio 21:15 | Polonia | 3–0                           | Tailandia | Pabellón Gradski vrt - Cancha auxiliar, Osijek, Croacia |                              |
|                  |         | ( 25–17 25–20 25–23 ) Reporte |           | Asistencia: 100 espectadores                            | Asistencia: 100 espectadores |

| 8 de julio 21:15 | Italia | 3–1                                 | Argentina | Pabellón Trstenik, Trstenik, Serbia |                              |
|                  |        | ( 25–17 22–25 25–12 25–12 ) Reporte |           | Asistencia: 335 espectadores        | Asistencia: 335 espectadores |

#### Ronda del 9.º al 16.º puesto
| 11 Jul 15:15 | China Taipéi | 3–1                                 | Tailandia | Pabellón Vlade Divac, Vrnjačka Banja, Serbia |                             |
|              |              | ( 27–25 17–25 25–18 25–19 ) Reporte |           | Asistencia: 14 espectadores                  | Asistencia: 14 espectadores |

| 11 Jul 18:15 | Serbia | 0–3                           | Croacia | Pabellón Vlade Divac, Vrnjačka Banja, Serbia |                              |
|              |        | ( 29–31 20–25 12–25 ) Reporte |         | Asistencia: 118 espectadores                 | Asistencia: 118 espectadores |

| 11 Jul 21:15 | México | 3–2                                       | Bélgica | Pabellón Vlade Divac, Vrnjačka Banja, Serbia |                             |
|              |        | ( 21–25 22–25 25–21 25–19 15–10 ) Reporte |         | Asistencia: 35 espectadores                  | Asistencia: 35 espectadores |

| 11 Jul 21:15 | Alemania | 1–3                                 | Argentina | Pabellón Trstenik, Trstenik, Serbia |                              |
|              |          | ( 21–25 20–25 25–21 11–25 ) Reporte |           | Asistencia: 120 espectadores        | Asistencia: 120 espectadores |

#### Semifinales del 13.º al 16.º puesto
| 12 Jul 15:15 | Alemania | 2–3                                      | Tailandia | Pabellón Vlade Divac, Vrnjačka Banja, Serbia |                             |
|              |          | ( 25–22 25–21 22–25 16–25 9–15 ) Reporte |           | Asistencia: 20 espectadores                  | Asistencia: 20 espectadores |

| 12 Jul 18:15 | Serbia | 2–3                                       | Bélgica | Pabellón Vlade Divac, Vrnjačka Banja, Serbia |                             |
|              |        | ( 25–22 20–25 25–18 23–25 10–15 ) Reporte |         | Asistencia: 30 espectadores                  | Asistencia: 30 espectadores |

#### Partido por el 15.º puesto
| 13 Jul 18:15 | Serbia | 3–0                           | Alemania | Pabellón Vlade Divac, Vrnjačka Banja, Serbia |                              |
|              |        | ( 25–14 25–21 25–23 ) Reporte |          | Asistencia: 225 espectadores                 | Asistencia: 225 espectadores |

#### Partido por el 13.º puesto
| 13 Jul 15:15 | Bélgica | 1–3                                 | Tailandia | Pabellón Vlade Divac, Vrnjačka Banja, Serbia |                             |
|              |         | ( 25–20 20–25 23–25 17–25 ) Reporte |           | Asistencia: 17 espectadores                  | Asistencia: 17 espectadores |

#### Semifinales del 9.º al 12.º puesto
| 12 Jul 21:15 | Croacia | 3–0                           | México | Pabellón Vlade Divac, Vrnjačka Banja, Serbia |                             |
|              |         | ( 25–19 25–16 25–20 ) Reporte |        | Asistencia: 10 espectadores                  | Asistencia: 10 espectadores |

| 12 Jul 21:15 | China Taipéi | 1–3                                 | Argentina | Pabellón Trstenik, Trstenik, Serbia |                              |
|              |              | ( 25–14 20–25 15–25 18–25 ) Reporte |           | Asistencia: 153 espectadores        | Asistencia: 153 espectadores |

#### Partido por el 11.º puesto
| 13 Jul 15:15 | México | 1–3                                           | China Taipéi | Pabellón Trstenik, Trstenik, Serbia |                             |
|              |        | ( 21–25 28–30 25–17 15–25 ) [Reporte [Reporte |              | Asistencia: 25 espectadores         | Asistencia: 25 espectadores |

#### Partido por el 9.º puesto
| 13 Jul 18:15 | Croacia | 3–0                           | Argentina | Pabellón Trstenik, Trstenik, Serbia |                             |
|              |         | ( 25–14 25–20 25–17 ) Reporte |           | Asistencia: 75 espectadores         | Asistencia: 75 espectadores |

#### Cuartos de final
| 11 Jul 15:15 | China | 1–3                                | Turquía | Pabellón Gradski vrt - Cancha principal, Osijek, Croacia |                             |
|              |       | ( 20–25 25–23 19–25 9–25 ) Reporte |         | Asistencia: 50 espectadores                              | Asistencia: 50 espectadores |

| 11 Jul 18:15 | Japón | 0–3                           | Polonia | Pabellón Gradski vrt - Cancha principal, Osijek, Croacia |                              |
|              |       | ( 20–25 19–25 25–27 ) Reporte |         | Asistencia: 188 espectadores                             | Asistencia: 188 espectadores |

| 11 Jul 21:15 | Bulgaria | 3–1                                 | Brasil | Pabellón Gradski vrt - Cancha principal, Osijek, Croacia |                             |
|              |          | ( 25–15 21–25 25–18 25–20 ) Reporte |        | Asistencia: 94 espectadores                              | Asistencia: 94 espectadores |

| 11 Jul 21:15 | Estados Unidos | 3–2                                      | Italia | Pabellón Gradski vrt - Cancha auxiliar, Osijek, Croacia |                              |
|              |                | ( 31–29 23–25 21–25 30–28 15–8 ) Reporte |        | Asistencia: 250 espectadores                            | Asistencia: 250 espectadores |

#### Semifinales del 5.º al 8.º puesto
| 12 Jul 15:15 | China | 3–1                                 | Brasil | Pabellón Gradski vrt - Cancha principal, Osijek, Croacia |                             |
|              |       | ( 23–25 27–25 27–25 28–26 ) Reporte |        | Asistencia: 47 espectadores                              | Asistencia: 47 espectadores |

| 12 Jul 18:15 | Japón | 2–3                                      | Italia | Pabellón Gradski vrt - Cancha principal, Osijek, Croacia |                             |
|              |       | ( 25–16 20–25 28–26 22–25 7–15 ) Reporte |        | Asistencia: 74 espectadores                              | Asistencia: 74 espectadores |

#### Partido por el 7.º puesto
| 13 Jul 15:15 | Brasil | 0–3                           | Japón | Pabellón Gradski vrt - Cancha auxiliar, Osijek, Croacia |                              |
|              |        | ( 22–25 23–25 26–28 ) Reporte |       | Asistencia: s/d espectadores                            | Asistencia: s/d espectadores |

#### Partido por el 5.º puesto
| 13 Jul 18:15 | China | 2–3                                       | Italia | Pabellón Gradski vrt - Cancha auxiliar, Osijek, Croacia |                             |
|              |       | ( 25–18 25–21 25–27 17–25 15–17 ) Reporte |        | Asistencia: 22 espectadores                             | Asistencia: 22 espectadores |

#### Semifinales
| 12 Jul 21:15 | Turquía | 2–3                                      | Bulgaria | Pabellón Gradski vrt - Cancha principal, Osijek, Croacia |                              |
|              |         | ( 23–25 25–18 21–25 25–23 9–15 ) Reporte |          | Asistencia: 110 espectadores                             | Asistencia: 110 espectadores |

| 12 Jul 21:15 | Polonia | 0–3                           | Estados Unidos | Pabellón Gradski vrt - Cancha auxiliar, Osijek, Croacia |                              |
|              |         | ( 14–25 18–25 19–25 ) Reporte |                | Asistencia: s/d espectadores                            | Asistencia: s/d espectadores |

#### Partido por el 3.er puesto
| 13 Jul 15:15 | Turquía | 0–3                           | Polonia | Pabellón Gradski vrt - Cancha principal, Osijek, Croacia |                             |
|              |         | ( 19–25 21–25 20–25 ) Reporte |         | Asistencia: 84 espectadores                              | Asistencia: 84 espectadores |

#### Final
| 13 Jul 18:15 | Bulgaria | 3–1                                 | Estados Unidos | Pabellón Gradski vrt - Cancha principal, Osijek, Croacia |                              |
|              |          | ( 21–25 25–16 25–17 29–27 ) Reporte |                | Asistencia: 500 espectadores                             | Asistencia: 500 espectadores |

## Posiciones finales
| Pos.              | Equipo               |
| ----------------- | -------------------- |
| Medalla de oro    | Bulgaria             |
| Medalla de plata  | Estados Unidos       |
| Medalla de bronce | Polonia              |
| 4                 | Turquía              |
| 5                 | Italia               |
| 6                 | China                |
| 7                 | Japón                |
| 8                 | Brasil               |
| 9                 | Croacia              |
| 10                | Argentina            |
| 11                | China Taipéi         |
| 12                | México               |
| 13                | Tailandia            |
| 14                | Bélgica              |
| 15                | Serbia               |
| 16                | Alemania             |
| 17                | España               |
| 18                | Canadá               |
| 19                | Chile                |
| 20                | Puerto Rico          |
| 21                | Perú                 |
| 22                | Egipto               |
| 23                | República Dominicana |
| 24                | Túnez                |

| Bulgaria Campeón 1.º título |
| Plantel |
| Simona Ivanova, Viktoria Ninova (c), Nicol Okoro, Alexandra Kitipova, Edna Todorova, Dimana Ivanova, Stefani Dyankova, Kalina Veneva, Viara Parapunova, Elisaveta Sarieva, Denitsa Angelova, Darina Naneva |
| Entrenador |
| Atanas Petrov |

## Distinciones individuales
Finalizada la competencia, la organización otorgó los siguientes premios:
- Jugadora más valiosa (MVP) – Dimana Ivanova ( Bulgaria)
- Mejor armadora – Dimana Ivanova ( Bulgaria)
- Mejores atacantes – Kalina Veneva ( Bulgaria) y Suliane Davis ( Estados Unidos)
- Mejores centrales –  Denitsa Angelova ( Bulgaria) y Maja Koput  ( Polonia)
- Mejor opuesta – Henley Anderson ( Estados Unidos)
- Mejor líbero – Viktoria Ninova ( Bulgaria)